# Натан Трент
Натанаель Коль (нім. Nathanaele Koll; 4 квітня 1992), більш відомий під псевдонімом Натан Трент (нім. Nathan Trent) — австрійський співак і автор пісень. Представник Австрії на Пісенному конкурсі Євробачення 2017 у Києві.

## Біографія
Натанаель Коль народився 4 квітня 1992 року в місті Інсбруку в музичній родині, де розмовляли двома мовами: німецькою та італійською. Хлопець з дитинства цікавився музикою та грою в театрі і в кіно. Протягом чотирьох років він здобував музичну, акторську і танцювальну освіту у Віденському університеті музики і мистецтва, а так само брав участь у різноманітних театральних виставах Австрії. 2011 року Натанаель був учасником німецької версії шоу X-Factor.
Натан Трент складає власні пісні з 11 років. Його перший професійний сингл, «Like It Is», вийшов 18 червня 2016 року.
19 грудня 2016 року було оголошено, що Натан Трент представить Австрію на пісенному конкурсі Євробачення 2017 в Києві із піснею Running On Air. У пісні йдеться про надію, віру в себе і про те, як досягти своєї мети, приймаючи як хороші, так і погані моменти у житті. Для автентичності звучання пісні на українській сцені Натан Трент запросив приєднатися до команди  в якості бек-вокаліста українського співака та композитора Артема Мурача (Art Demur), який винонував конкурсну пісню разом із австрійськими музикантами у півфіналі та фіналі конкурсу. За підсумками фінального голосування Натан посів 16 місце.
У 2019 році Натан переїхав до Великої Британії та оселився у Лондоні, презентувавши у британській столиці влітку 2019 року одразу два нові сингли — «Over you» та «I got me».

## Дискографія

### Сингли
| Назва        | Рік  | Альбом |
| ------------ | ---- | ------ |
| «Like It Is» | 2016 | Н/Д    |